# World Athletics Cross Country Tour 2023/24
Die World Athletics Cross Country Tour 2023/2024 war eine Serie von Laufveranstaltungen im Crosslauf, die vom Leichtathletik-Weltverband World Athletics organisiert wurden. Zwischen September 2023 und März 2024 wurden zahlreiche Einzelrennen, die in drei Kategorien, Gold, Silber oder Bronze eingeteilt sind, in verschiedenen europäischen Orten sowie in Afrika und Nordamerika ausgetragen. Die sechs besten Athletinnen und Athleten in der Gesamtwertung der Tour erhalten ein extra Preisgeld von World Athletics. Gesamtsieger bei den Männern wurde Rodrigue Kwizera aus Burundi sowie Beatrice Chebet aus Kenia bei den Frauen.

## Gold
| Datum             | Veranstaltung                                                | Distanz            | Sieger                         | Siegerin                       | Bericht |
| ----------------- | ------------------------------------------------------------ | ------------------ | ------------------------------ | ------------------------------ | ------- |
| 22. Oktober 2023  | Cross Internacional Zornoza Amorebieta-Etxano                | 8,7 km             | Célestin Ndikumana 25:34 min   | Likina Amebaw 29:36 min        | [ 2 ]   |
| 29. Oktober 2023  | Cross Internacional de Atapuerca Atapuerca                   | 9,0 km / 8,0 km    | Jacob Kiplimo 26:00 min        | Beatrice Chebet 25:21 min      | [ 3 ]   |
| 11. November 2023 | Cardiff Cross Challenge Cardiff                              | 6,4 km             | Keneth Kiprop 28:32 min        | Megan Keith 20:35 min          | [ 4 ]   |
| 12. November 2023 | Cross Internacional de Italica Sevilla                       | 10,1 km            | Ronald Kwemoi 29:09 min        | Edinah Jebitok 32:39 min       | [ 5 ]   |
| 19. November 2023 | Cross Internacional de Soria Soria                           | 8,801 km           | Rodrigue Kwizera 25:34 min     | Likina Amebaw 29:44 min        | [ 6 ]   |
| 26. November 2023 | Cross Internacional de la Constitucion Alcobendas Alcobendas | 10,06 km / 8,04 km | Rodrigue Kwizera 29:34 min     | Likina Amebaw 26:34 min        | [ 7 ]   |
| 30. November 2023 | Cross Champs Austin                                          | 8,0 km             | Adriaan Wildschutt 22:08 min   | Katie Wassermann 26:50 min     | [ 8 ]   |
| 17. Dezember 2023 | Cross Internacional de Venta de Baños Venta de Baños         | 9,3 km             | Abdessamad Oukhelfen 30:16 min | Edinah Jebitok 33:11 min       | [ 9 ]   |
| 6. Januar 2024    | Campaccio San Giorgio su Legnano                             | 10,0 km / 6,0 km   | Daniel Simiu Ebenyo 29:16 min  | Francine Niyomukunzi 19:42 min | [ 10 ]  |
| 7. Januar 2024    | Elgoibar Juan Muguerza International Cross country Elgoibar  | 9,71 km / 7,62 km  | Berihu Aregawi 30:34 min       | Beatrice Chebet 26:08 min      | [ 11 ]  |
| 21. Januar 2024   | Cross Cup de Hannut Hannut                                   | 9,0 km             | Yves Nimubona 28:29 min        | Edinah Jebitok 31:01 min       | [ 12 ]  |
| 27. Januar 2024   | Botswana International Cross Country Gaborone                | 10,0 km            | Sesebo Matlapeng 29:46 min     | Alessia Zarbo 35:16 min        |         |
| 3. Februar 2024   | Sirikwa Cross Country Classic Eldoret                        | 10,0 km            | Daniel Simiu Ebenyo 29:16 min  | Emmaculate Anyango 32:55 min   | [ 13 ]  |
| 25. Februar 2024  | Cross Internacional das Amendoeiras em Flor Albufeira        | 9,13 km            | Thierry Ndikumwenayo 27:17 min | Likina Amebaw 30:45 min        | [ 14 ]  |

## Silber
| Datum              | Veranstaltung                                                 | Distanz          | Sieger                       | Siegerin                   | Bericht |
| ------------------ | ------------------------------------------------------------- | ---------------- | ---------------------------- | -------------------------- | ------- |
| 24. September 2023 | Lidingöloppet Lidingö                                         | 30,0 km          | Diego Estrada 1:39:11 h      | Carolina Johnson 1:54:25 h | [ 15 ]  |
| 21. Oktober 2023   | NI & Ulster and Bobby Rea International Cross Country Belfast | 8,0 km / 6,0 km  | Yohanes Asmare 25:26 min     | Izzy Fry 21:18 min         |         |
| 5. November 2023   | Cross Internacional de San Sebastián Donostia-San Sebastián   | 8,9 km           | Ronald Kwemoi 26:19 min      | Edinah Jebitok 28:39 min   |         |
| 18. November 2023  | NCAA Division I Cross Country Championships Charlottesville   | 10,0 km / 6,0 km | Graham Blanks 28:38 min      | Parker Valby 18:56 min     | [ 16 ]  |
| 26. November 2023  | International Warandecross Tilburg Tilburg                    | Kurzrennen       | Bram Anderiessen 5:11 min    | Jetske van Kampen 5:51 min | [ 17 ]  |
| 26. November 2023  | International Warandecross Tilburg Tilburg                    | Langrennen       | Senay Fissehatsion 29:10 min | Sarah Lahti 26:25 min      | [ 17 ]  |
| 23. Dezember 2023  | Trofeo Ibercaja Zaragoza Gran Premio de Aragon Saragossa      | 9,0 km           | Eric Nzambimana 27:44 min    | Katie Izzo 30:41 min       |         |
| 21. Januar 2024    | Gran Premio Cáceres Diputación de Cáceres Cáceres             | 9,0 km           | David Kiplagat 29:24 min     | Likina Amebaw 33:03 min    |         |

## Bronze
| Datum             | Veranstaltung                                 | Distanz         | Sieger                       | Siegerin                       | Bericht |
| ----------------- | --------------------------------------------- | --------------- | ---------------------------- | ------------------------------ | ------- |
| 15. Oktober 2023  | Autumn Open International Dublin              | 8,0 km / 6,0 km | Keelan Kilrehill 24:27 min   | Ide Nic Dhomhnaill 20:38 min   |         |
| 19. November 2023 | Cross Country Bydgoszcz na Start Bydgoszcz    | 8,0 km / 6,0 km | Mateusz Gos 22:01 min        | Olimpia Breza 18:58 min        |         |
| 2. Dezember 2023  | The Great Chepsaita Cross Country Run Eldoret | 8,0 km          | Ishmael Kipkurui 23:17 min   | Edinah Jebitok 26:17 min       |         |
| 28. Januar 2024   | Cross della Vallagarina Rovereto              | 9,0 km / 5,3 km | Ibrahim Ezzaydouni 27:49 min | Francine Niyomukunzi 17:35 min |         |

## Gesamtwertung

### Männer
| Platz | Athlet             | Land | Punkte |
| ----- | ------------------ | ---- | ------ |
| 1     | Rodrigue Kwizera   | BDI  | 3720   |
| 2     | Célestin Ndikumana | BDI  | 3620   |
| 3     | Ronald Kwemoi      | KEN  | 3610   |
| 4     | Martin Kiprotich   | UGA  | 3590   |
| 5     | Yves Nimubona      | RWA  | 3585   |
| 6     | Ishmael Kipkurui   | KEN  | 3580   |
| 7     | Oscar Chelimo      | UGA  | 3550   |
| 7     | Merhawi Mebrahtu   | ERI  | 3550   |

### Frauen
| Platz | Athlet               | Land | Punkte |
| ----- | -------------------- | ---- | ------ |
| 1     | Beatrice Chebet      | KEN  | 3880   |
| 2     | Edinah Jebitok       | KEN  | 3720   |
| 2     | Likina Amebaw        | ETH  | 3720   |
| 4     | Asayech Ayichew      | ETH  | 3660   |
| 5     | Nadia Battocletti    | ITA  | 3640   |
| 6     | Megan Keith          | GBR  | 3600   |
| 7     | Katie Izzo           | USA  | 3570   |
| 8     | Francine Niyomukunzi | BDI  | 3540   |